# Chersomanes
Chersomanes är ett litet fågelsläkte i familjen lärkor inom ordningen tättingar. Släktet omfattar endast en till två arter som förekommer dels i södra Afrika, dels i nordöstra Tanzania:
- Sporrlärka (C. albofasciata)
- Arushalärka (C. beesleyi) – behandlas ofta som underart till sporrlärkan